# Vicia dadianorum
Vicia dadianorum är en ärtväxtart som beskrevs av Carlo Pietro Stefano Stephen Sommier och Emile Emilio Levier. Vicia dadianorum ingår i släktet vickrar, och familjen ärtväxter. Inga underarter finns listade i Catalogue of Life.